# 鳥居成次
鳥居 成次（とりい なりつぐ、元亀元年（1570年）- 寛永8年6月18日（1631年7月17日）は、安土桃山時代から江戸時代初期にかけての武将、大名。甲斐国郡内領主・同国谷村藩初代藩主。鳥居元忠の三男。母は形原松平家広の娘。子に鳥居忠房（長男）、鳥居忠春（次男）、娘（井上正利正室）、娘（日向政次室）、娘（八木豊次室）。養女に久永重知室（里見忠義娘）。官位は従五位下土佐守。

## 生涯
元亀元年（1570年）、徳川氏の家臣・鳥居元忠の三男として三河国にて誕生。幼名は久五郎。
幼少時より父と共に徳川家康に仕え、関ヶ原の戦いでも活躍して戦功を挙げた。父・元忠は先の伏見城攻防戦で石田三成らによって攻め殺されていたが、戦後に三成の身柄を父の仇として預けられた。成次は三成を少しも恨まず、逆に小身ながら大身の主家によく抗した人物として衣服を与えて手厚く厚遇し、三成は成次を大いに賞賛したといわれている。
武田氏滅亡後に家康が領していた甲斐国は、豊臣政権下での家康の関東移封により豊臣系大名が領していたが、家康は関ヶ原後に甲斐領主浅野氏を転封させ再び甲斐を直轄領化する。甲斐一国のうち甲府を中心とする国中地方は城代平岩親吉のもと四奉行・代官制による統治が実施されていたが、甲斐東部の郡内領2万石（「慶長古高帳」『甲斐叢書』）は豊臣系大名支配以前に父・元忠が支配にあたっていた経緯があり、郡内領の支配は浅野氏重に代わって成次が着任し、谷村城に在城して国中地方とは別に独自の統治を行っている。慶長8年（1603年）に甲斐国は家康の九男・五郎太（義直）が拝領し親吉らは家臣化され、慶長12年（1607年）の尾張国清洲への転封に際しては同行し、国中は再び直轄領化され城番制支配となるが、成次は郡内領主として残留している。同年、従五位下土佐守に叙任されている。慶長17年（1612年）には御室浅間神社本殿の造営を行った。
慶長20年（1615年）の大坂の陣にも従軍し、5月7日一日で首28級を上げる大功を立てた。元和元年（1615年）には、江戸幕府2代将軍・徳川秀忠の次男・国千代（忠長）が甲斐を拝領し、元和2年（1616年）成次は郡内領主の地位は保ちつつ甲府の朝倉宣正とともに忠長の附家老となる。同年、北口本宮富士浅間神社の本殿の造営を行った。寛永元年（1624年）、忠長は駿河・遠江・信濃国小諸を加増され、成次も駿河国において加増を受け、3万5000石を領する。忠長領の拡大に伴い支配機構の再編が行われ、朝倉宣正が東海地方担当として遠江掛川城へ移ったため、成次は甲斐支配を一任した。ところが、忠長は3代将軍・徳川家光により、寛永8年（1631年）5月には蟄居処分となり、郡内領を含む忠長領の没収に伴い、成次や朝倉宣正らも失脚した。
成次は赦免に奔走しているが、同寛永8年（1631年）6月18日に死去し（享年62）、神田吉祥寺に埋葬された。法号は林伯趙英。郡内支配を補佐していた長男の忠房も江戸方に働きかけ赦免に奔走しているが、忠長は翌寛永9年（1632年）10月に上野国高崎に幽閉され翌寛永10年（1633年）には自害しており、忠房も配流処分になっている。郡内領はその後城番支配を経て上野国総社から秋元氏が入り、谷村藩が成立する。
郡内支配に関して、成次期は富士信仰や商業の拠点であった吉田（富士吉田市）の御師町が発展していた時期で、成次文書には吉田御師に関わるものが数多く残されている。